# Trebitz
Trebitz is een ortsteil van de stad Bad Schmiedeberg in de Duitse deelstaat Saksen-Anhalt. De plaats ligt ongeveer 17 kilometer zuidoostelijk van Lutherstadt Wittenberg, en was tot 1 juli 2009 een zelfstandige gemeente in de Landkreis Wittenberg.